# Амбисинистрия
Амбисинистри́я (лат. ambi — «оба» и лат. sinister — «левый») — термин, описывающий в ненаучной манере врождённую или полученную в результате травм или заболеваний плохую эффективность владения обеими руками, является противоположностью амбидекстрии. При амбисинистрии обе руки не являются ведущими, что значительно влияет на повседневную жизнь. Также амбисинистрию можно получить при долгих физических нагрузках или при стремлении «поменять» ведущую руку. Известно, что амбидекстров больше, чем амбисинистров.

## Лечение
Амбисинистрию можно исправить, если выполнять рекомендации врачей и упорно тренироваться на одну или обе руки.